# Ramsauer Ache
Ramsauer Ache là một dòng nước chảy trong dãy núi Berchtesgaden Alps ở Bayern. Nó mang tên này từ khi Sillersbach, dẫn nước từ Hintersee, chảy vào. Cho đến lúc đó, trước đó nó mang tên Klausbach. Sau khi hợp nhất với Königsseer Ache lớn hơn một chút (8.3 tốt m³ / s so với 7,3 m³ / s của Ramsauer Ache) ở Berchtesgaden sông mang tên Berchtesgadener Ache.

## Dòng chảy và phụ lưu
Trong khu vực Marxenbrücke, ở lối vào Zauberwald, con sông chảy qua Marxenklamm. Tại Lattenbrücke, Lattenbach chảy từ phía bên trái vào. Ở trung tâm của Ramsau, Schwarzeckerbach và Freidinggraben là các phụ lưu ở bên trái, Öfenbach chảy từ các nhánh bên phải, giống như Freidinggraben, chỉ có nước sau khi mưa dai dẳng. Trong khu vực Wimbachbrücke  Wimbach chảy vào từ bên phải. Tại lối ra của thung lũng Ramsau, Ramsauer Ache băng qua Preisenklamm và rời khỏi  sau đó ít lâu khu vực xã Ramsau. Trong vài km tiếp theo, nó là ranh giới thành phố giữa Bischofswiesen và Schönau am Königssee. Dòng Bischofswiesener  Ache chảy vào nó ở bên trái tại Cầu Gmund. Sau đó Ramsauer Ache tạo thành ranh giới thành phố giữa Berchtesgaden và Schönau a. K. Ngay sau đó, nó hợp nhất với Königsseer Ache tại ga Berchtesgaden để tạo thành Berchtesgadener Ache.